# ダーク・ファンクルースター
ダーク・ファン・クルースター（Dirk van 't Klooster、1976年4月23日 - ）はオランダ・アムステルダム出身の野球選手。身長191cm。体重87kg。
ポジションは外野手。左投左打。現在はホーフトクラッセのコレンドン・キンヘイムでプレーしている。オランダ代表の一番打者を長くつとめ、スピードとそれを生かした外野守備が持ち味。
長いリーチを生かしたシュアなバッティングも持ち味。肩は標準レベルである。
代表キャリアが長く、2000年にアマチュア最強のキューバを破ったシドニーオリンピックや5位入賞を果たしたアテネオリンピック、2006年と2009年のワールドベースボールクラシックでオランダ代表に選出されている。